# Akadahoka
Akadahoka är ett vattendrag i Burundi.   Det ligger i provinsen Ngozi, i den norra delen av landet, 100 kilometer nordost om huvudstaden Bujumbura.
Omgivningarna runt Akadahoka är en mosaik av jordbruksmark och naturlig växtlighet. Runt Akadahoka är det tätbefolkat, med 383 invånare per kvadratkilometer.